# 2023 BU
2023 BU — астероид, сближающийся с Землёй, который прошёл на расстоянии 9900 ± 2600 км от центра Земли около 26 января 2023 года, в 21:17 ± 02:20 UTC. Поскольку радиус Земли составляет около 6400 км, ожидалось, что астероид пройдёт на расстоянии 3500 ± 2600 км от поверхности Земли.

## Описание объекта
Астероид имеет диаметр около 4—8 метров и приближался к Земле с ночной стороны. Астероид подошёл к перигелию (наибольшему сближению с Солнцем) 27 января 2023 года. Впервые его изображение было получено Геннадием Борисовым в Научном (Крым) 21 января 2023 года в 23:53 UTC, примерно за пять дней до сближения.
| Дата и время сближения       | Расстояние до Земли (Австралия) | Расстояние до Солнца (Австралия) | Скорость относительно Земли (км/с) | Скорость относительно Солнца (км/с) | Область неопределённости (3σ) | Ссылка    |
| ---------------------------- | ------------------------------- | -------------------------------- | ---------------------------------- | ----------------------------------- | ----------------------------- | --------- |
| 26.01.2023 21:17 ± 02:22 UTC | 0,000066 а. e. (9873 км)        | 0,985 а. e. (147,4 млн км)       | 9,3                                | 35,2                                | ± 2600 км                     | Горизонты |

Гравитационный эффект сближения с Землёй в 2023 году поднял орбиту астероида и увеличил орбитальный период предположительно с 359 до 429 дней. Невысокая скорость относительно Земли, равная 9,33 км/c, является результатом низкого эксцентриситета и землеподобной орбиты.
| Параметр          | Эпоха      | Период | Афелий | Перигелий | Большая полуось | Эксцентриситет | Наклонение |
| Единицы измерения |            | (дней) | а. e.  | а. e.     | а. e.           |                | (°)        |
| ----------------- | ---------- | ------ | ------ | --------- | --------------- | -------------- | ---------- |
| Перед прилётом    | 25.10.2022 | 358,5  | 1,05   | 0,923     | 0,988           | 0,066          | 2,43°      |
| После прилёта     | 25.02.2023 | 428,8  | 1,24   | 0,984     | 1.11            | 0,116          | 3,86°      |